# Нурджиева, Катерина Трайкова
Катерина Трайкова Нурджиева (болг. Катерина Трайкова Нурджиева; макед. Катерина Трајкова Нурџиева; 18 октября 1922, Горна-Джумая, ныне Благоевград, Болгария — 12 октября 2018, там же) — македонская общественно-политическая деятельница, партизанка времён Народно-освободительной войны Югославии, личный секретарь Методии Андонова-Ченто. Племянница Гоце Делчева. Почётный гражданин города Делчево.

## Биография
Катерина Нурджиева родилась 18 октября 1922 года в Благоевграде (тогда он назывался Горна-Джумая). Её родители — выходцы из Эгейской Македонии, переехавшие в Пиринскую Македонию в 1915 году. Она приходится племянницей македонского и болгарского революционера Гоце Делчева: дедушка Катерины был братом Султаны, матери Гоце Делчева, а отец — двоюродным братом Гоце Делчева. Таким образом, Катерина Нурджиева и Гоце Делчев стали первыми близкими родственниками, работавшими в македонском национальном революционном движении.

Будем верными Македонии и отдадим целиком самих себя во имя того, чтобы наша страна как можно скорее стала нашей.
Оригинальный текст (макед.)Да бидеме верни на Македонија и да дадеме сè од себе, во името на тоа да ја имаме таа наша земја целосно во најблиско време“

Катерина окончила в 1943 году учительскую школу и стала работать преподавательницей болгарского языка в оккупированном болгарами Штипе. За своё противление болгарской оккупации сербской Македонии и политикой в отношении македонцев была отправлена в штипскую тюрьму и потом сослана на греческий остров Тасос в Эгейском море, который вместе с другими оккупированными греческими территориями был передан Германией болгарам. В 1944 году вступила добровольцем в 12-ю македонскую ударную бригаду имени Гоце Делчева в Народно-освободительной армии Югославии, участвовала в боях за освобождение сербской Македонии. После освобождения Штипа продолжила работать учительницей, а затем служила в Главном штабе НОАЮ Македонии в Скопье. Некоторое время работала секретарём Методии Андонова-Ченто по личному распоряжению Павла Шатева. После смерти Андонова её насильно выселили в болгарскую Горну-Джумаю.

В 1946 году мы хотели свои права. Теперь после стольких лет я рада, что эта правда наступила. Рада, что пришла в город, где работала для Ченто. Некогда другом моего отца был Павел Шатев, с которым в 1944 году мы служили в 12-й македонской народной бригаде.
Оригинальный текст (макед.)1946 година ги баравме своите права. Сега по толку години сум среќна дека правда дојде. Среќна сум што дојдов во градот каде му служев на Ченто. Некогашен пријател на татко ми беше Павле Шатев, со кого 1944 година се најдовме во 12 Македонска народна бригада.

В Горной Джумае Катерина нашла работу и вышла замуж, родила двоих дочерей. Муж умер в 1972 году, а дочери уехали в Русе и Разлог. В настоящее время Нурджиева проживает в Благоевграде. Республика Македония ежемесячно выплачивает ей пенсию ветерана войны, на которую она и проживает. По причине проблем со здоровьем она ездит лечиться в Македонию, посещая македонские больницы и покупая в приграничных городах лекарства..
24 января 1997 в адрес Бранко Црвенковского, занимавшего пост премьер-министра Македонии, Катериной Нурджиевой было направлено письмо №1064 о просьбе реабилитировать её. Югославское правительство ещё в 1946 году уволило Нурджиеву с поста директора детского сада №1 г. Скопье, обосновав это тем, что она «обучала детей болгарскому» и «как болгарка, угрожала безопасности Македонии». 17 января 1997 письмо №306 было направлено в адрес президента Республики Македонии Киро Глигорова со следующим содержанием:

Я пришла в Македонию в 1943/1944 годах как просветитель, не оккупант... Жалкие люди, которые ничего не давали Македонии, уволили меня с должности директора 1-го детского сада Скопье как болгарку по сербским законам. Зря я ждала всё это время сообщение о реабилитации, обратившись с больничной койки. Снова Македония меня унизила и стала для меня мачехой. Разве это права человека в македонском государстве?!
Оригинальный текст (макед.)Дојдов во Македонија 1943/1944 како просветител, не окупатор... Жални суштества, кои не дале ништо за Македонија, ме отпуштија од должноста директор на првата скопска градинка како Бугарка по српските закони... Залудно чекав сето време да добијам решение за рехабилитирање, кое го побарав од болничкиот кревет. Повторно Македонија ме понижи и за мене стана маќеа. Дали се тоа човековите права во македонската држава?!

25 февраля 1998 редакция болгарской газеты «Македонија» обратилась с призывом добровольного сбора средств на лечение Катерины Нурджиевой.
Катерина Нурджиева предоставила в дар городу Делчево книги Гоце Делчева, его матери и семьи, личные фотографии Гоце Делчева и иные работы, связанные с его деятельностью македонского революционера.
Скончалась 12 октября 2018 года в Благоевграде.